# Ergasilus bani
Ergasilus bani is een eenoogkreeftjessoort uit de familie van de Ergasilidae. De wetenschappelijke naam van de soort is voor het eerst geldig gepubliceerd in 2004 door Ohtsuka, Ho & Nagasawa.